# Orchesia eucalypti
Orchesia eucalypti es una especie de coleóptero de la familia Tetratomidae.

## Distribución geográfica
Habita en Tasmania (Australia).